# NGC 1498
NGC 1498 – gwiazda potrójna znajdująca się w gwiazdozbiorze Erydanu. Odkrył ją William Herschel 8 lutego 1784 roku. Wchodzi w skład pozostałości po gromadzie otwartej oddalonej o około 3,3 tys. lat świetlnych od Ziemi.